# Cloeon dipterum
Cloeon dipterum es un insecto del orden de las efímeras con una distribución holártica. Es la efímera más común en los lagunas de las islas británicas y la única efímera ovovivípara en Europa. Los machos se diferencian de las hembras por los ojos turbinados.

## Descripción
Al igual que otros miembros de los géneros Cloeon y Procloeon, C. dipterum tiene dos alas. "Dipterum" viene del latín di-, que signifíca dos, y el griego pteron, que significa ala, y en su descripción original, Carl Linnaeus indicó "inferiores alæ vix existunt" (pequeñas alas apenas presentes).
Los ojos compuestos de C. dipterum muestran un sorprendente dimorfismo sexual, en donde las hembras tienen aposición lateral de los ojos, mientras que los ojos de los machos tienen una parte adicional dorsal con forma de turbante que funcionan como ojos superposicionados. Estos ojos adicionales se cree que permiten a los machos localizar las hembras aisladas en los enjambres de apareamiento.

## Ecología y ciclo de vida
C. dipterum es inusual entre las efímeras ya que son ovovivíparos. Las hembras depositan huevos de 10-14 días después de aparearse, y los huevos eclosionan tan pronto tienen contacto con el agua. Las ninfas pueden sobrevivir por meses en condiciones anóxicas, una adaptación necesaria para sobrevivir el invierno en charcos que se congelan y por lo tanto contienen poco oxígeno disuelto. En cautiverio, las hembras adultas se mantienen vivas hasta por tres semanas.